# Řád republiky (Egypt)
Řád republiky (arabsky: وسام الجمهورية) je státní vyznamenání Egyptské arabské republiky založené roku 1953. Udílen je prezidentem republiky občanům Egypta i cizím státním příslušníkům za civilní či vojenské služby státu.

## Historie
Řád byl založen zákonem č. 333 v roce 1953 na počest vzniku republiky a ještě ve stejném roce byl zákonem č. 528 reformován. Znovu byl reformován zákonem č. 12 v roce 1972.

## Pravidla udílení
Řád je udílen za civilní či vojenské služby státu. Udělen může být i posmrtně. Řetěz je udílen občanům Egypta za nejvyšší služby pro republiku, za svou odbornost a obětavost ve službě vlasti stejně jako zahraničním hlavám států, viceprezidentům a příslušníkům královských rodin a dalším cizincům vykonávajícím vynikající služby pro republiku nebo lidstvo.
Ostatní třídy řádu jsou udíleny ministrům, velvyslancům akreditovaným v Egyptě, ministrům zahraničních věcí a dalším, kteří vykonávají skvělé služby republice. Třída odpovídá hodnotě služby, za kterou je vyznamenání udíleno.
Až na výjimečné případy není opětovné udělení či povýšení možné dříve než tři roky od předchozího ocenění. Po smrti vyznamenaného zůstávají insignie v majetku jeho dědiců, kteří však nemají právo je nosit.

## Insignie
Stuha je zelená s úzkými, na vnějším okraji červeně lemovanými, žlutými pruhy.

## Třídy
Řád je udílen v jedné speciální a v pěti řádných třídách:

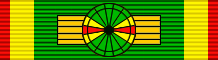
řetěz
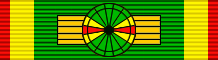
velkostuha
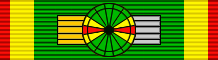
velkodůstojník
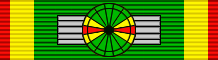
komtur
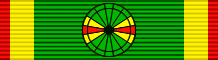
důstojník
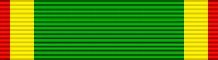
rytíř

- řetěz
- velkokříž
- velkodůstojník
- komtur
- důstojník
- rytíř